# Anaglyptus abieticola
Anaglyptus abieticola es una especie de escarabajo longicornio del género Anaglyptus, subfamilia Cerambycinae, tribu Anaglyptini. Fue descrita científicamente por Holzschuh en 2003.
Se distribuye por Bután y Nepal. Mide aproximadamente 7,1-12,6 milímetros de longitud. El período de vuelo de esta especie ocurre en los meses de junio y julio.